# اکبرآباد (کوار)
اکبرآباد شهری از توابع بخش مرکزی شهرستان کوار در استان فارس ایران است.
این شهر در فاصله ۴۵ کیلومتری کلانشهر شیراز و ۱۰ کیلومتری شهرستان کوار در جاده جهرم-شیراز قرار دارد.
این شهر از شمال با کلانشهر شیراز و از شرق با شهرستان سروستان و از جنوب با شهرستان خفر هم‌مرز می‌باشد.

## جمعیت
براساس سرشماری عمومی نفوس و مسکن در سال ۱۳۹۵، جمعیت شهر اکبرآباد برابر با ۶۸۳۲ نفر (۲۶۲۹ خانوار) بوده‌است.

## جاذبه‌های گردشگری
- مجموعه آبنارنگ
- سرسرهٔ سنگی
- چشمه و آب‌انباری طبیعی خضر
- غارهای طبیعی
- تپّهٔ گل نرگس
- چهل چشمه
- تفرجگاه خضر نبی

گورستان اکبرآباد نیز قدمت تاریخی دارد.
قبرستان اکبرآباد مربوط به دوره قاجار است و در شهرستان کوار، بخش مرکزی، دهستان کوار، ۲۰۰ متری جنوب غربی روستای اکبرآباد، جنب مدرسه که امروزه این مدرسه به پاسگاه اکبراباد تعلق دارد واقع شده و این اثر در تاریخ ۲۸ شهریور ۱۳۸۶ با شمارهٔ ثبت ۱۹۷۱۵ به‌عنوان یکی از آثار ملی ایران به ثبت رسیده‌است.